# セラフィム・フォールズ
『セラフィム・フォールズ』（Seraphim Falls）は、2006年のアメリカ合衆国の西部劇映画。監督はデヴィッド・フォン・アンケン、出演はリーアム・ニーソンとピアース・ブロスナンなど。南北戦争終結後のアメリカ西部を舞台に、追う男と追われる男の攻防を描いている。
2006年9月13日に第31回トロント国際映画祭で初上映された。
日本では劇場未公開だが、ポニーキャニオンより2008年9月17日にDVDが発売された。 

## ストーリー
1860年代のアメリカ合衆国。ギデオンはカーヴァーという男から逃げ続けていた。孤独で過酷な逃亡劇を繰り広げるギデオンを、カーヴァーは雇った仲間と共に執拗に追い詰めていく。実は二人には過去に因縁があり、それには「セラフィム・フォールズ」という土地が大きく関わっていた。

## キャスト
※括弧内は日本語吹替
- カーヴァー: リーアム・ニーソン（津嘉山正種）
- ギデオン: ピアース・ブロスナン（大塚芳忠）
- ヘイズ: マイケル・ウィンコット（廣田行生） - カーヴァーが雇った男。
- 鉄道工事現場の責任者: ザンダー・バークレー
- パーソンズ: エド・ローター（佐藤祐四） - カーヴァーが雇った男。
- エイブラハム牧師: トム・ヌーナン
- ヘンリー: ケヴィン・J・オコナー - 娘と息子と暮らす男。
- キッド: ジョン・ロビンソン - カーヴァーが雇った男。
- マダム・ルイーズ: アンジェリカ・ヒューストン（宮寺智子） - 薬売りの女。
- ローズ: アンジー・ハーモン - カーヴァーの妻。
- ポープ: ロバート・ベイカー - カーヴァーが雇った男。
- シャロン: ウェス・ステュディ - 水場の男。
- ビッグ・ブラザー: ジミ・シンプソン - 銀行強盗。
- リトル・ブラザー: ジェームズ・ジョーダン（英語版） - 銀行強盗。
- いとこのビル: ネイト・ムーニー（英語版） - 銀行強盗。

## 作品の評価
Rotten Tomatoesでは85件のレビュー中55%にあたる47件が本作を支持し、平均点は10点満点中5.7点、批評家の一致した見解は「見事な風景の中で繰り広げられる残酷でのろのろ進むドラマ」となった。Metacriticでは21件の批評家レビューがあり、高評価は12件、賛否混在は8件、低評価は1件で、平均点は100点満点で62点となった。